# Camponotus maudella
Camponotus maudella é uma espécie de inseto do gênero Camponotus, pertencente à família Formicidae.